# Ferrovial
Ferrovial S.E. er en spansk multinational infrastrukturkoncern, der arbejder med design, byggeri, finansiering, drift og vedligehold af transportinfrastruktur og urbane services. I 2017 var omsætningen på 12 mia. euro og der var 95.000 ansatte.De er tilstede i 15 lande og har hovedkvarter i Madrid. De konkrete projekter omfatter motorveje, betalingsveje, lufthavne, bygninger, renovation og affaldsbehandling, osv.
Virksomheden blev etableret af Rafael del Pino y Moreno i 1952 som en jernbanekonstruktions-virksomhed med navnet Ferrovial, fra det spanske ord for "jernbane".